# Zoila Mora Guzmán
Zoila Mora Guzmán (Chiquihuitlán de Benito Juárez) es una científica mazateca especializada en biología y química. Su línea de investigación tiene que ver con la prevención y el tratamiento del cáncer de mama con compuestos de diversidad botánica.

## Trayectoria
Estudió ingeniería en Agronomía en el Instituto Tecnológico del Valle de Oaxaca, en la ciudad de Oaxaca inspirada por sus padres quienes son campesinos. Realizó el servicio social con la Dra. Claudia López trabajando con Ppleurotus ostreatus haciendo activación micelial del hongo. Posteriormente realizó sus prácticas profesionales en el CINVESTAV en Irapuato bajo la tutela del Dr. Neftalí Ochoa trabajando con modificaciones genéticas del chile serrano.
Al finalizar la licenciatura, estudió una maestría en ciencias en Desarrollo Regional y Tecnológico, con orientación en Bioquímica. Durante esta época trabajó con Taxus globosa, una planta endémica de Oaxaca, aislando hongos para la producción del anticancerígeno paclitaxel. Durante sus estudios de doctorado trabajó con la Tournefortia mutabilis planta conocida en Oaxaca como hierba del cáncer. En colaboración con la doctora Socorro Pina determinaron la actividad biológica de esta hierba en diferentes líneas celulares de cáncer de mama.
Fue docente de Desarrollo Sustentable en la Universidad Regional del Sureste y en el Instituto Tecnológico del Valle de Oaxaca en las carreras de Ingeniería en Agronomía y Biología, en materias como Fisiología Vegetal, Microbiología, Estadística, Genética.
De 2018 a 2021 fue parte del programa Estancias Posdoctorales para Mujeres Indígenas en Ciencia, Tecnología, Ingenierías y Matemáticas IDRC-CONACYT-CIESAS, del Centro de Investigaciones y Estudios Superiores en Antropología Social, Consejo Nacional de Ciencia y Tecnología y el Centro de Investigaciones para el Desarrollo Internacional (International Development Research Centre) en el Centro de Investigación Científica y de Educación Superior de Ensenada con el proyecto Efecto del TGFBR3 en la prevención y tratamiento de la metástasis ósea debido al Cáncer de Mama en conjunto con Patricia Juárez, acompañado del proyecto comunitario Diversidad botánica medicinal mazateca con actividad anticancerígena.
El proyecto comunitario fue una monografía que documentó la diversidad botánica medicinal de la cultura mazateca, para tratar el cáncer, con entrevistas a curanderos de la región, recolección de plantas y estudios de citotoxicidad. Además impartió charlas y talleres de acercamiento a la ciencia para inspirar a jóvenes indígenas en escuelas de comunidades de la sierra mazateca.
Ha participado como ponente en diversos congresos nacionales, donde ha presentado los avances de su investigación.